# Dolicheremaeus wallacei
Dolicheremaeus wallacei är en kvalsterart som beskrevs av Sandór Mahunka 1997. Dolicheremaeus wallacei ingår i släktet Dolicheremaeus och familjen Tetracondylidae. Inga underarter finns listade i Catalogue of Life.